# Japananus
Japananus — род цикадок из отряда Полужесткокрылых. 

## Описание
Цикадки размером 4-7 мм. Стройные, с остроугольно выступающим теменем. Исключительно на клёнах. Для СССР указывалось 2 вида.
- Japananus hyalinus Osborn, 1900 — Приморский край